# Ernst Florian Winter
Ernst Florian Winter (16. prosince 1923 ve Vídni – 16. dubna 2014) byl rakousko-americký historik a politolog, zakladatel diplomatické akademie ve Vídni a předseda mezinárodní rady rakouské zahraniční služby.

## Život

### Dětství
Je nejstarší z osmi dětí bývalého třetího místostarosty Vídně (1934-1936) a sociologa Ernsta Karla Wintera. Navštěvoval gymnázium v „Klostergasse“ v 18. vídeňském okrsku.
Velmi brzy doprovázel svého otce Ernsta Karla na jeho politické dráze. V jejich rodinném domě se pravidelně konaly dlouhé diskuse, vedené mimo jiné i s Alfredem Missongem, Augustem Mariou Knollem, Hansem Karlem von Zessner-Spitzenberg a také Engelbertem Dollfussem. Když se dne 12. února 1938 vrátil kancléř Kurt Schuschnigg ze setkání s Hitlerem z Berghofu, zastavil se u Winterů, aby si mohl promluvit s jeho otcem Ernstem Karlem Winterem. Tehdy už jako čtrnáctiletý vedl protokol.
Několik dní před anšlusem uprchl na radu Hanse Kelsena do Švýcarska. Musel zde nějaký čas zůstat, teprve později odešel ze země.

### Emigrace do USA
V říjnu 1939 jeho rodina dorazila přes Švýcarsko, Francii a Anglii do New Yorku jako jedna z prvních nežidovských přistěhovalých rodin. Jelikož se všem přistěhovalcům stýskalo po domově, v této době ještě neexistoval žádný rakouský klub, setkávali se rakouští emigranti téměř každou neděli na farmě u Winterů na rakouských večerech. Na začátku roku 1939 spoluzaložil v New Yorku s rakouským americkým centrem první nestranický národní výbor. Tento národní výbor organizoval pravidelně demonstrace a průvody a zveřejňoval týdenní zprávy. Mezi emigranty nebyli téměř žádní mladí lidé, přesto byl zvolen jako jejich vůdce. Několik desítek mladých Rakušanů se pravidelně zúčastňovalo průvodu na Páté Avenue. Spolu se svým otcem se setkal s americkým viceprezidentem Henry A. Wallacem.
"Rakouského Bataillonu" Otty Habsburského se on sám nezúčastnil, protože v této době absolvoval zkoušky lyžařského instruktora. Jako člen "Ski Patrol Systemu" obdržel osobní dopis od amerického ministerstva pro vojenské záležitosti, které plánovalo zřídit horskou divizi. V den svých 18. narozenin vstoupil dobrovolně do Americké armády. Na formuláři o přijetí do armády ale poznamenal: "... hlásím se dobrovolně k účasti na osvobození mého rodného Rakouska, ale nejsem ochoten zabít." Hlavním důvodem pro tento jeho nekompromisní postoj se stala ta okolnost - když pracoval ve vídeňském nakladatelství Gsur vedeného jeho otcem, viděl zde fotografie z německých koncentračních táborů, které ho velmi znepokojily. Tato žádost nedosáhla u Americké armády dostatek pochopení, nicméně mu bylo nabídnuto školení pro tlumočníky. V roce 1943 získal americké státní občanství a v roce 1944 získal za své studium japonštiny a regionální výzkum v rámci ROTC certifikát od University of Michigan.

### Osvobození vlasti
Účastnil se invaze do Normandie. Stal sel prvním rakousko-americkým občanem, který vstoupil 4. května 1945 s 86. a 3. divizí Americké armády do Burghausenu v rakouském Innviertelu a ubytoval se v pivovaru Schnaitl. Prováděl zde několik úkolů. Pracoval pro 86. divizi zvanou Black Hawk. Také zapojil několik starostů: "Nebylo to jednoduché. Nejprve jsme museli najít někoho, kdo nebyl členem strany. Za druhé musel mít schopnost a touhu něco takového dělat." Proto vedl s hodně vězni diskuse. Na základě těchto rozhovorů bylo nakonec rozhodnuto.
Jménem barona Georga Ludwiga von Trappa, obsadil jeho vilu v Aigenu v Augenscheinu, kterou říšský vedoucí SS Heinrich Himmler užíval jako své letní sídlo. Zjistil, že kaple byla přeměněna na bar a v oltáři byly vyřezány hákové kříže. Jen pár týdnů po osvobození musel zase opustit Rakousko. Podle rozkazu se vypravila celá divize do obsazeného Japonska, aby tam vykonávala podobné úkoly jako v Rakousku.

### Studium
Po návratu do Spojených států absolvoval studium společenských věd na Columbia College. Ihned poté studoval politologii a mezinárodní vztahy na Columbijské univerzitě. Svůj titul "Master of Arts" obdržel v roce 1951 za téma "Komparativní analýza vlád Rennera v letech 1918 a 1945" a svůj titul "Ph.D." obdržel v roce 1954 za téma "rakouské zemědělství 1848-1953". Svou akademickou kariéru zahájil jako profesor historie a politologie na Iona College v New Rochelle v New Yorku. Také se stal hostujícím profesorem na Fletcher School of Law and diplomacie, Princetonské univerzity, Georgetown University a Indiana University.
V roce 1960 přijal výzvu ministrů Drimmela a Klause, vrátit se do Rakouska a založit studia politických věd. V rámci Mezinárodního výzkumného střediska (IFZ) na hoře Mnich v Salcburku bylo založen v roce 1960 "Ostinstitut", který měl vést on sám. Tento institut je nyní nazýván "Institut křesťanského východu" a zahrnuje sekce Salcburk, kardinálem Königem založenou nadaci Pro Oriente. V roce 1964 byl jmenován ministrem zahraničí Brunem Kreiskym zakládajícím ředitelem Diplomatické akademie ve Vídni, kde dodnes pravidelně pedagogicky působí. Od založení "Institutu pro pokročilá studia" (IHS), v roce 1963, zde pracoval jako asistent. V letech 1967 až 1968 byl jeho ředitelem. Generální sekretářkou IHS byla v té době Freda Meissner-Blauová. Jména jako Anton Pelinka, Traudl Brandstaller, Peter Gerlich, Helmut Kramer a mnoho dalších studovali politické vědy na diplomatické akademii ve Vídni.
Byl ženatý s Johannou von Trappovou (1919–1994), dcerou Georga Ludwiga von Trappa v letech 1948 až 1994 a měli spolu sedm dětí. Od roku 1964 do roku 1977 žili společně v zámku Eichbüchl v dolnorakouském Katzelsdorfu. Tam se konaly více než deset let "Eichbüchlerské rozhovory" a "Rakouské semináře", kterých se, mimo jiné, zúčastnili mezinárodní profesoři jako Oskar Morgenstern, Paul Felix Lazarsfeld, Friedrich Heer a Henry Kissinger. Již v roce 1945 zde byla ustanovena první vláda druhé republiky Karla Rennera. Proto je zámek Eichbüchl často označován jako rodiště Rakouské republiky.
V této době pracoval s Robertem Jungkem v Institutu pro studie budoucnosti. Robert Jungk je chválil ve svých vzpomínkách: "můj nejbližší spolupracovník, výtečný Ernst Florian Winter, který se snažil pokračovat v tradici svého otce, inspirován katolickým odporem, a prosadit velkorysý způsob myšlení a styl práce."

### Diplomatická kariéra
V letech 1968 a 1970 byl ředitelem sociálních věd UNESCO v Paříži. Jeho přítel Henry Kissinger jej doporučil pro tuto činnost. Od roku 1968 se stal vyjednavačem mezi Spojenými státy a Čínskou lidovou republikou. V letech 1970-1972 byl členem výboru OSN pro Spojené státy, proto aby zde vyvinul novou "Čínskou strategii". V lednu 1972 byl jako jeden z prvních Američanů ve vybrané skupině, která byla pozvána od tehdejšího čínského premiéra Čou En-laje na dvouměsíční pobyt na Institutu zahraničních věcí v Čínské lidové republice. V roce 1974 byl v rámci UNEP-FAO předsedou první mise OSN v Číně. V následujícím roce vedl čínskou misi UNEP-WHO.
Od roku 1972 do 1978 ho zavedla jeho činnost pro UNEP pravidelně jako šéfporadce do Nairobi. V roce 1975 se stal zakládajícím členem od "Resources and Industries Associates Group" a sloužil zde jako vedoucí oddělení zemědělstvích technologii a technologii pro životnímu prostředí v New Yorku a Vancouveru. V tomto úřadě působil až do roku 1994. Mezi lety 1989 a 1994 pracoval jako jeden z vedoucích pracovníků UNIDO ve Vídni. Od roku 1992 je členem představenstva Mezinárodní asociace pro ekologicky šetrné technologie.
Jiné politické zakázky od organizace spojených národů je zavedly do Ženevy a mimo jiné i do Ruska a do Mongolska. Celkově žil a pracoval v 83 zemích. Mluvil čínsky, anglicky, německy, japonsky, rusky a španělsky.

## Osobní angažmá

### Zemědělství v Kosovu
Od roku 1990 obhospodařoval v Defereggentalu ve východním Tyrolsku biologický samozásobovací komplex. Ke konci života podporoval program pro životní prostředí „Zemědělství v Kosovu“ Organizace spojených národů, kvůli kterému cestoval každoročně do tohoto regionu. Tam také vyučoval na vysoké škole pro podnikání a technologie v Prištině.

### Rakouská zahraniční služba
Od roku 2009 byl předsedou mezinárodní rady rakouské zahraniční služby, ke které patří, mimo jiné, Władysław Bartoszewski, György Dalos, Alberto Dines, Gabriela von Habsburg, Beate Klarsfeld, Branko Lustig, Erika Rosenberg a Ben Segenreich.

## Ocenění
- 3. května 2008 získal v Braunau am Inn cenu Egona-Ranshofena-Wertheimera.
- Rakouský prezident Heinz Fischer mu dne 10. srpna 2010 udělil Rakouský čestný kříž za vědu a umění.
- 10. října 2010 mu byla společně s Miriam Rusjani udělena cena "Člověk světa 2010" v Pfaffstättenu.